# Bohdan Achrem-Achremowicz
Bohdan Achrem-Achremowicz – polski naukowiec, profesor dr habilitowany nauk rolniczych.

## Kariera naukowa
- 1964 magister inżynier zootechnik; nadanie tytułu - Wyższa Szkoła Rolnicza w Lublinie, rejestracja tytułu - Uniwersytet Rzeszowski;
- 1971 doktor nauk rolniczych (rolnictwo); nadanie stopnia - Wydział Rolniczy Wyższej Szkoły Rolniczej w Lublinie, rejestracja stopnia - Uniwersytet Rzeszowski;
- 1980 doktor habilitowany nauk rolniczych (technologia żywności i żywienia); nadanie stopnia - Wydział Rolniczy Akademii Rolniczej w Lublinie, rejestracja stopnia - Uniwersytet Rzeszowski;
- 1988 profesor nauk rolniczych; rejestracja tytułu - Uniwersytet Rzeszowski.

## Praca naukowo-dydaktyczna
Był zatrudniony przez Wyższą Szkołę Humanistyczno-Przyrodniczą Studium Generale Sandomiriense w Sandomierzu.
Od 1 października 2011 do 30 czerwca 2018, z krótkimi przerwami, był pracownikiem Uniwersytetu Rzeszowskiego.
Był kierownikiem Katedry Technologii Węglowodanów Akademii Rolniczej/Uniwersytetu Rolniczego im. Hugona Kołłątaja w Krakowie. Od 2010 członek Komitetu Nauk o Żywności Polskiej Akademii Nauk. 